# Усамљени надгробник у Невадама
Усамљени надгробник у Невадама (општина Горњи Милановац) налази се на ободу градског подручја, на њиви у непосредној близини Ибарске магистрале. Не зна се коме је и када подигнут.

## Опис споменика
Обележје у виду грубо отесаног стуба заобљеног врха. 

### Материјал, димензије, стање
Црвенкасти камен са оближњег брда Парац, димензија 140х30х43 cm, прекривен лишајевима.

### Ликовни елементи, урези
Споменик рудиментарне форме, без натписа и декоративних елемената, осим назнаке примитивног уреза крста са предње стране.